# Притеречный
Прите́речный (осет. Притеречнæй) — посёлок в Моздокском районе Республики Северная Осетия — Алания. 
Административный центр муниципального образования «Притеречное сельское поселение».

## География
Посёлок Притеречный расположен на левом берегу реки Терек, в западной части Моздокского района, у границы Северной Осетии и Кабардино-Балкарии. Находится в 30 км к западу от районного центра Моздок и в 125 км к север-западу от города Владикавказ.
Граничит с землями населённых пунктов: Екатериноградская на западе, станция Черноярская на северо-востоке и станица Черноярская на юго-востоке. На противоположном берегу реки Терек расположено село Терекское.
Населённый пункт расположен на наклонной Кабардинской равнины. Рельеф местности преимущественно равнинный, с бугристыми и курганными возвышенностями. Средние высоты составляют около 173 метров над уровнем моря.
Гидрографическая сеть представлена в основном рекой Терек. К юго-западу от посёлка в Терек впадает его главный левый приток — река Малка. Вдоль долины реки Терек тянутся густые приречные леса, затрудняющие подход к реке. Вдоль приречных лесов тянутся запруднённые озёра, используемые для разведения рыб и орошения полей.
Климат влажный умеренный. Среднегодовая температура воздуха составляет +10,5°С. Температура воздуха в среднем колеблется от +23,3°С в июле, до -2,5°С в январе. Среднегодовое количество осадков составляет около 570 мм. Основное количество осадков выпадает в период с мая по июль. В конце лета часты суховеи, дующие из территории Прикаспийской низменности.

## История
Поселок образован в 1931 году, как центральная усадьба совхоза «Терек», переселенцами из станиц Екатериноградской, Павлодольской, Черноярской и Ново-Осетинской, и территориально относился к Новоосетинскому сельсовету.
В 1965 году при совхозе «Терек» был переименован в Притеречный. В том же году посёлок был выделен из состава Новоосетинского сельсовета и преобразован в самостоятельный сельсовет, в состав которого также был включён расположенный севернее посёлок имени Тельмана.
В составе посёлка выделяются расположенный к югу посёлок — Отделение №2 совхоза «Терек» и расположенный к северо-западу посёлок — Отделение №3 совхоза «Терек».

## Население
| 2002 | 2010  | 2021  |
| ---- | ----- | ----- |
| 1822 | ↘1710 | ↘1429 |

Национальный состав
По данным Всероссийской переписи населения 2010 года:
| Народ    | Численность, чел. | Доля от всего населения, % |
| -------- | ----------------- | -------------------------- |
| русские  | 1 315             | 76,9 %                     |
| осетины  | 196               | 11,5 %                     |
| турки    | 39                | 2,3 %                      |
| немцы    | 38                | 2,2 %                      |
| украинцы | 33                | 1,9 %                      |
| другие   | 89                | 5,2 %                      |
| всего    | 1 710             | 100 %                      |

## Образования
- Средняя общеобразовательная школа — ул. Пушкина, 3.
- Притеречная детская школа искусств — ул. Тимирзяева, 14.
- Детский сад № 13 «Колобок» — ул. Пушкина, 9.
- Детский сад № 18 — ул. Советская, 15.

## Здравоохранение
- Участковая больница — ул. Молодёжная, 14.

## Улицы
| Гагарина   |
| Западная   |
| Калинина   |
| Кирова     |
| Лермонтова |

| Мичурина     |
| Молодёжная   |
| Пролетарская |
| Пушкина      |
| Садовая      |

| Советская  |
| Совхозная  |
| Степная    |
| Тимирзяева |
| Чапаева    |